# ウィリアム・ストール (第3代ストール男爵)
第3代ストール男爵ウィリアム・ストール（英語: William Stawell, 3rd Baron Stawell、1680年頃/1683年頃 – 1742年1月23日）は、イングランド貴族、政治家。トーリー党所属。

## 生涯
初代ストール男爵ラルフ・ストールと2人目の妻アビゲイル・ピット（Abigail Pitt、1692年9月27日没、ウィリアム・ピットの娘）の息子として、1683年頃に生まれた。1692年11月30日に異母兄ジョンが死去すると、ストール男爵の爵位を継承した。1698年4月8日にオックスフォード大学クライスト・チャーチに入学、1701年5月5日にM.A.の学位を修得した。
成年直後の1701年12月30日に貴族院に初登院した。貴族院では1703年12月に便宜的国教徒禁止法案に賛成票を投じ、1707年にイングランド王国とスコットランド王国の合同に反対、1710年3月のヘンリー・サシェヴェレル弾劾裁判ではサシェヴェレルの無罪に票を投じた。
1704年4月から1706年6月までカンバーランド公ジョージ王配の寝室侍従を務めた。
1710年10月にトーリー党のロバート・ハーレーが政権を握ると、ストール男爵もトーリー党の一員として官職を求めたが、翌年5月に初代ロチェスター伯爵ローレンス・ハイドが死去すると、「これ以上費やせる金がない」として、代わりに姉エリザベスの夫である庶民院議長ウィリアム・ブロムリーに頼り、弟エドワードのために官職を求めた。ストール男爵が父から継承した財産は少額にとどまり、財政状況が決して良くはなかったため、官職の獲得に使える資金が少ないばかりかホイッグ党の買収の標的にもなり、1712年1月には600ポンドの年金を与えることでハノーヴァー朝の王位継承への支持を勝ち得ることができると考えられた。
1729年3月14日を最後に、貴族院に登院しなくなった。
1742年1月23日にハートリー・ウェスポールで死去、同地で埋葬された。弟エドワードが爵位を継承した。

## 家族
1707年3月16日、エリザベス・パート（Elizabeth Pert、1677年6月30日洗礼 – 1748年8月18日、ウィリアム・パートの娘）と結婚、1男1女をもうけた。
- ウィリアム（1712年10月7日洗礼 – 1740年2月）
- シャーロット（1762年7月24日没） - ルイシュ・ハッセル（Ruishe Hassell）と結婚。1752年6月29日、ラルフ・コングリーヴ（Ralph Congreve、1721年? – 1775年、庶民院議員）と再婚[5]